# Universidade Nacional de Kyiv do Comércio e Economia
A Universidade Nacional de Kyiv do Comércio e Economia (ucraniano: Київський національний торговельно-економічний університет; russo: Киевский национальный торгово-экономический университет; inglês: Kyiv National University of Trade and Economics), localizada em Kyiv, Ucrânia é uma das maiores universidades daquele país, fundada em 1946.

## História
1946 - A história de UNKCE remonta a 1946, quando o ramo de Kyiv do Instituto Extra-mural da União Soviética foi fundado.
1959 - De acordo com o Decreto do Conselho de Ministros da URSS № 50 de 14.01.59, o ramo foi transferido para a subordinação do Instituto Kharkiv do Comércio Soviético e no mesmo ano - para o Instituto Donetsk do Comércio Soviético.
1966 - De acordo com o Decreto do Conselho de Ministros URSS № 195 de 04.03.1966, o Instituto Kyiv de Comércio e Economia foi estabelecido.
1994 - De acordo com o Decreto do Gabinete de Ministros da Ucrânia № 542 de 29.08.1994, o KITE foi transformado em Universidade do Estado de Kyiv do Comércio e Economia.
2000 - De acordo com o edital presidencial № 1059/2000 de 11.09.2000 para o contributo considerável para o desenvolvimento do ensino superior e da ciência na Ucrânia, reconhecimento estadual e internacional, a Universidade recebeu o estatuto de "Nacional".

## Institutos e faculdades
Fundada em 1966, é a mais numerosa da Universidade Nacional de Comércio e Economia de Kiev – o número anual de estudantes é de 4.000 pessoas. A base do programa educacional para a formação de especialistas na faculdade fazem as disciplinas nas séries de humanidades, sócio-econômicas, natural-científicas e fundamentais, formação profissional e prática. O corpo docente forma especialistas nas seguintes áreas: “Marketing”, “Publicidade e Relações Públicas”, “Economia de uma Empresa”, “Economia Internacional”, “Gestão”, “Finanças e Crédito”. O corpo docente é composto por 7 departamentos especializados:
- o departamento de gestão;
- o departamento de economia e finanças de uma empresa;
- o departamento de teoria econômica e política competitiva;
- o departamento de economia internacional;
- o departamento de marketing e publicidade;
- o departamento de direito comercial;
- departamento de jurisprudência.